# 지시역
지시역(계서역, 중국어: 鸡西站, 병음: Jīxī zhàn)은 중화인민공화국 지시시 지관구에 위치한 린미 철로(林密铁路)와 청지 철로(城鸡铁路)의 철도역이다. 1936년에 건설되어, 하얼빈 철로국(哈尔滨铁路局) 관할하에 있다.

## 인근 역세권
- 중국은행 지시 역앞 지점
- 한팅(汉庭) 호텔 지시역점
- 지관구 정부
- 지시 농업 방송대학
- 지시시 지관구 보건국
- 지시시 지관구 노동안전감독국
- 중국우정저축은행 지시시 샹광(祥光) 영업소
- 중국우정저축운행 기차역지점
- 지시시 농촌상업은행
- 지시시 조선족예술관
- 지시시 지관구 전력공급소
- 중국농업은행 지시대교 지점
- 하얼빈은행 역앞지점
- 중국건설은행 신화(新华) 지점
- 중국농업발전은행 지시시 분점
- 지시 고속버스터미널

## 역사
- 1936년 개장.